# Mehmed Alagić
Mehmed Alagić (Sanski Most, 8. srpnja 1947. – Sanski Most, 7. ožujka 2003.) ratni general Armije Republike Bosne i Hercegovine. Tijekom rata bio je zapovjednik 3. i 7. korpusa Armije RBiH, a nakon rata obavljao je dužnost načelnika općine Sanski Most.
Alagić je rođen u Fajtovcima kod Sanskog Mosta. Bio je bivši aktivni časnik JNA. Vojnu školu završio je u Banjoj Luci 1970. godine, a kasnije je predavao i bio načelnik Škole rezervnih oficira, također u Banjoj Luci. Godine 1986., po završetku studija na visokoj vojnoj školi za starješinski kadar (Komandno-štabna škola), Mehmed Alagić je postao časnik za operativne poslove 36. mehanizirane brigade. U prosincu 1989., postavljen je za načelnika štaba jedne pješadijske brigade u Zrenjaninu, koja je bila u sastavu Novosadskog korpusa. Mehmed Alagić je napustio JNA 27. veljače 1991. u činu potpukovnika. 1. studenog 1993. imenovan je za zapovjednika Trećeg korpusa Armije RBiH i na tom položaju je ostao do 26. veljače 1994. godine kada je preuzeo dužnost zapovjednika novoosnovanog Sedmog korpusa Armije RBiH.
Prema haaškoj optužnici, teretilo ga se ubojstvo, nasilje nad životom osoba, okrutno postupanje, bezobzirno razaranje gradova, naselja i sela koje nije opravdano vojnom nužnošću, pljačku javne ili privatne imovine te uništavanje ili hotimično nanošenje štete institucijama posvećenim religiji (kršenje zakona i običaja ratovanja), kao i namjerno ubijanje, namjerno nanošenje velike patnje ili ozbiljne povrede tijela ili zdravlja, nečovječno postupanje, nezakonito zatvaranje civila i ekstenzivno uništavanje imovine koja nije opravdana vojnom nuždom, usmjereno protiv Srba, Hrvata i ostalih ne-Bošnjaka.
S obzirom na to da je umro, međunarodni sud u Haagu zaustavio je proces protiv Alagića 21. ožujka 2003. godine.